# گود میان ده
گود میان دِه به گویش محلی ( گَودِه مِیُنگُ دِه ) مکان گسترده أی است و در پایهٔ رشتهٔ کوه ناخ واقع شده‌است. این منطقه در بخش کوخرد شهرستان بستک در غرب استان هرمزگان در جنوب ایران واقع است و یکی از نقاط دیدنی استان هرمزگان به‌شمار می‌آید. «گَود» به جایی گفته می‌شود که آن را عمیق کنده باشند.

## محدودهٔ گَودِ میان دِه
از شمال: رشتهٔ کوه ناخ، از جنوب جاده ارتباطی شهرستان بستک به شهرستان بندر لنگه، و مجموعهٔ دوگنبدان کوخرد، از طرف مغرب «کشتارگاه صنعتی مرغ طلایی کوخرد»، و از سمت مشرق به دهکدهٔ (دهنو کوخرد) منتهی می‌شود.

## وجه تسمیت
«گود» بمعنای عمیق (ژرف)، و «میان دِه» یعنی میان (دُو دِه) واقع شده‌است؛ و چون این «گود» میان دُو دِه: کوخرد و دهِ هرنگ واقع شده‌است آن را گَودِ میان دِه نامیده شده‌است.

## اهمیت تاریخی این مکان
در ایام حکمرانی خان بزرگ بستک  محمد تقی خان ، حادثهٔ قتل کدخدای کوخرد رخ می‌دهد، و از آنجائیکه دهستان کوخرد از قلمرو حکمرانی محمد تقی خان به‌شمار می‌آمد، خان بستک تصمیم می‌گیرد که خود شخصاً و از نزدیک پیگیری این ماجرا شود، لذا فرمان می‌دهد که خیمه و خورگاه در منطقهٔ «گَودِ مِیان دِه» که جایی سرسبز و بسیار عالی ودل انگیز بود برپا کنند. بعد اتمام تمام وسایل آرامش و مأکل و مشرب وبرگذاری خیمه‌های خانی و همچنین تهیه و اتمام وسائل و اقدامات امنیتی، به خان بستک گزارش داده می‌شود که مکان برای استقبال (خان برگ) مهیا است. اما قبل از اینکه خان از بستک به سوی محل خیمه و خورگاه حرکت کند، خان بیمار می‌شود، و به علت دوری راه و سرمای زیاد، اطباء از رفتن خان به آن مکان جلوگیری می‌کنند. آن زمان مسافرت و حمل ونقل توسط چهارپایان، اسب، و قاطر، و الاغ بود، و از بستک تا کوخرد در حدود نیم روز راه بود، و از آنجائیکه موسم زمستان و سرمای زیاد بود، به خان اجازه مسافرت در این سرمای جانسوز داده نشد از جانب طبیب خاص خان.
اما امروزه از بستک تا کوخرد با ماشین بیش از ۲۰ دقیقه نیست، و جاده هم آسفالت است.
بعد از کشته شدن کدخدای کوخرد محمد علیشاه تهمت قتل عمد به محمود عبدالعزیز کدخدای پیشین می‌زنند، و ایشان به جرم کشتن «محمد علی شاه» بازداشت می‌کنند.
کدخدا «محمد علیشاه» در بین سال‌های (۱۳۳۰–۱۳۳۱) هـ.ق. در روستای کوردان از توابع بخش کوخرد در روزی بعد از نماز مغرب بواسطهٔ گلوه‌ای مجهول به قتل می‌رسد، بعد از کشته شدن «کدخدا محمد علیشاه» محمود عبدالعزیز (کدخدای سابق) بازداشت می‌کنند، در ابتدا امر مدت هفت روز کدخدای پیشین «محمود عبدالعزیز» در جایی به نام (اداره) در جنوب غربی کوخرد زندانی می‌کنند، سپس وی را با غل و زنجیر به بستک به
نزد محمد تقی خان می‌برند. در آنجا خان بستک حکم اعدام وی را صادر می‌کند، و دو روز بعد چریک‌های خان محمود عبدالعزیز کدخدای پیشین کوخرد را تیرباران می‌کنند.